# EA Sports FC 24
EA Sports FC 24 este un joc video de simulare a fotbalului, dezvoltat de EA Vancouver și EA România, fiind publicat de EA Sports. Este versiunea inaugurală a seriei EA Sports FC care urmează seriei de jocuri video FIFA de succes, după ce parteneriatul dintre Electronic Arts și FIFA s-a încheiat odată cu FIFA 23. EA Sports FC 24 este cea de-a 31-a ediție generală a jocurilor de simulare de fotbal ale EA, și a fost lansat în întreaga lume pe 29 septembrie 2023 pentru Nintendo Switch, PlayStation 4, PlayStation 5, Windows, Xbox One și Xbox Series X/S.

## Caracteristici

### HyperMotion V
Tehnologia HyperMotion a fost introdusă pentru prima dată în FIFA 22, EA promovând HyperMotion V drept „cel mai mare salt înainte”. Au fost folosite date volumetrice din 180 de meciuri cu echipe predominante englezești și spaniole pentru dezvoltarea tehnologiei. Este folosit doar în versiunea standard a jocului, disponibilă pe Windows pentru PC, PlayStation 5 și Xbox Series X și Series S.
Datele meciului au fost colectate cu ajutorul „camerelor din jurul stadioanelor”, ceea ce ar rezulta în mișcarea mai apropiată a figurilor din joc față de omologii lor din viața reală și au fost, de asemenea, folosite pentru a antrena algoritmii de învățare automată a EA Sports FC. Învățarea automată a folosit datele pentru a afla cum este mișcarea fotbalistică realistă și cum poate fi recreată în alte instanțe. Camerele au capturat toți jucătorii de pe teren simultan, informând în continuare mișcarea echipei pentru joc, precum și fizica mingii. Pe lângă camere, EA a folosit și datele înregistrate de mănușile StretchSense purtate de jucători (de câmp) pentru a înregistra captura mișcarea mâinilor în timpul meciului, antrenând AI-ul jocului în acest sens.
EA și-a îmbunătățit și caracteristica AcceleRATE, la AcceleRATE 2.0, cu HyperMotion V. Anterior, figurile erau evaluate cu unul dintre cele trei arhetipuri de accelerație care le afectau mișcarea în timpul alergării; AcceleRATE 2.0 folosește șapte arhetipuri, deși acestea sunt încă mai degrabă atribuite automat pe baza caracteristicilor fizice decât pe datele jucătorului (viteza caracterului este informată de statisticile jucătorului).

### PlayStyles
Optimizat de Opta Sports, EA Sports FC 24 introduce PlayStyles (Stiluri de Joc), care reprezintă abilitățile jucătorilor pe teren în joc și le oferă jucătorilor capacități unice. PlayStyles+ permite jocului să reflecte abilitățile jucătorilor de elită și reprezintă o versiune îmbunătățită a PlayStyles tipic. PlayStyles se încadrează în șase categorii: marcarea golurilor, pase, control al mingii, apărare, fizic și portar (limitat la modurile Be a Goalkeeper din Cariera de Jucător și Cluburi). În total, există 34 de PlayStyles noi.
De asemenea, este posibilă schimbarea dintre pasa automată de precizie și mecanica de control a pasei prin acțiunea utilizatorului.
În jocurile anterioare, jucătorii au putut folosi modificatori pentru a permite figurilor fotbalistului să joace în diferite poziții. Odată cu introducerea PlayStyles, inclusiv pozițiile alternative realiste ale fotbaliștilor și un sistem de chimie îmbunătățit, opțiunea de modificare a fost eliminată.

### Ultimate Team
Abreviat anterior drept „FUT” ( FIFA Ultimate Team) în intrările anterioare, Ultimate Team este acum denumit oficial EA Sports FC 24 Ultimate Team și abreviat drept „UT”. Modul introduce Evolutions (Evoluții), permițând utilizatorilor să îmbunătățească abilitățile jucătorilor eligibili, PlayStyles și ratingul general, precum și să-și îmbunătățească designul și fundalurile jucătorilor.
În plus, jucătorii de sex masculin și feminin pot fi acum aleși în aceeași echipă. EA Sports a anunțat că, în lista de lansări, Alexia Putellas, Erling Haaland, Kevin De Bruyne și Kylian Mbappé au fost la egalitate cu cel mai mare rating general, 91.
Ultimate Team are opt ICON-uri noi, inclusiv 5 ICON-uri feminine pentru prima dată, cu adăugarea lui Mia Hamm, Birgit Prinz, Homare Sawa, Camille Abily și Kelly Smith, precum și 3 noi ICON-uri masculine, Zico, Bobby Charlton și Franck Ribéry.

### Cluburi și Fotbal VOLTA
Modul combinat Cluburi (Clubs) și VOLTA Football introduce jucarea multiplatformă între utilizatori pe console de aceeași generație, extinzând jucarea multiplatformă în toate modurile multiplayer online ale jocului. Utilizatorii pot juca între PlayStation 5, Xbox Series X și Series S și Windows, în timp ce utilizatorii de pe PlayStation 4 și Xbox One pot juca între ei.

### Actualizări Nintendo Switch
Jocurile video FIFA lansate pentru Nintendo Switch începând cu FIFA 20 au fost ediții „legacy”, fiecare păstrând același joc ca FIFA 19, cu actualizări minore (de obicei, doar echipamente de joc noi în fiecare an) pentru mai multe versiuni. EA Sports FC 24 a fost primul joc care a avut o actualizare substanțială pe Nintendo Switch, aducându-l mai aproape de versiunea pentru alte platforme (deși încă în urmă din punct de vedere tehnologic).
Motorul de joc Frostbite este folosit pentru a rula versiunea Switch pentru prima dată, oferind un joc similar cu versiunile PlayStation 4 și Xbox One ale jocului. Experiența Ultimate Team și VOLTA Football au fost, de asemenea, îmbunătățite în conformitate cu versiunea generală, dar, în ciuda acestui fapt, jocul Switch nu acceptă jucarea multiplatformă nici cu PlayStation 4, nici cu Xbox One Utilizarea Frostbite a inclus limitarea la 30 de cadre pe secundă, când anterior fusese mai mare.
Tehnologia HyperMotion și Ultimate Edition nu sunt disponibile pe Switch.

## Licențe
La 10 mai 2022, EA Sports și FIFA au anunțat că acordul lor de licență pe termen lung se va termina odată cu încheierea acestuia la 31 decembrie 2022, în urma unei prelungiri cu un an pentru a permite lansarea FIFA 23. În aceeași zi, EA a anunțat că franciza lor de jocuri video de fotbal, FIFA, va fi redenumită sub numele de EA Sports FC în 2023 și că păstrează licențele jucătorilor, echipelor, stadioanelor și ligilor. Noile licențe achiziționate pentru EA Sports FC 24 includ o varietate de ligi feminine, inclusiv Liga F din Spania și Frauen-Bundesliga din Germania. EA a dezvăluit, de asemenea, la un eveniment de prezentare a jocului din iulie 2023, că au încheiat contracte exclusive cu UEFA, Premier League din Anglia și La Liga din Spania și că va include competițiile respective în seria EA Sports FC.
EA Sports FC 24 este, de asemenea, primul joc din franciză care include licența pentru Balonul de Aur.
În dublarea în engleză, Guy Mowbray și Sue Smith acționează ca echipă secundară de comentatori în modurile Kick-off și Ultimate Team ale jocului.

## Recepție

### Recenzii ale versiunii standard
EA Sports FC 24 a primit recenzii „în general favorabile”, potrivit agregatorului de recenzii Metacritic.
Andrew McMahon de la IGN și Richard Wakeling de la GameSpot au evaluat jocul cu 7/10, menționând că acesta se aseamănă mult cu versiunile anterioare, cu unele completări, dar mai ales îmbunătățiri progresive ale gameplay-ului său de lungă durată.
McMahon și Wakeling au lăudat realismul adăugat și profunzimea tehnologiei HyperMotion, precum și grafica și animațiile actualizate; ambii au criticat, de asemenea, inteligența artificială, prezentată drept o îmbunătățire a utilizării seriei FIFA, ca fiind dezamăgitoare, în special cu portarii. Ei au lăudat câteva dintre evoluții, inclusiv modul Evolutions al Ultimate Team. McMahon a descris PlayStyles ca fiind „cu adevărat impresionant” în ceea ce privește numărul de atribute ale jucătorilor capturate și că aplicarea PlayStyles jucătorilor personalizabili „[face] o mare diferență”. Wakeling a spus că „este mult mai satisfăcător să efectuezi acțiuni [relevante]” pe baza stilului de joc al unui jucător.
Evaluatorii au răspuns pozitiv la includerea jucătoarelor feminine în Ultimate Team, deoarece adaugă nu numai mai multe opțiuni pentru jucători, ci și mai multe opțiuni de formare a echipei, având în vedere diferitele stiluri și atribute. McMahon a fost mulțumit de nostalgicul VOLTA, dar a fost dezamăgit de evoluțiile din modul Carieră, atât el, cât și Wakeling, considerându-le dăunătoare.

### Recenzii ale versiunii Nintendo Switch
Chris Scullion de la Nintendo Life a acordat jocului 8/10 stele, sărbătorind paritatea aproape similară cu alte console și numeroasele noi opțiuni de joc pentru jucătorii Switch. A evidențiat în special experiența Ultimate Team, ceva care anterior fusese o replică a versiunii FIFA 17 pe Switch, incluzând acum toate caracteristicile care au fost adăugate treptat în ultimii șapte ani pe alte console. El a concluzionat că este „cel mai bun joc de fotbal lansat vreodată pe un sistem Nintendo”.
Connor Christie de la Pocket Tactics a dat jocului 8/10, spunând că este fluent în ciuda ratei reduse de cadre pe secunde.

### Răspunsul popular
Inițial, jocul a fost criticat de utilizatori, mulți dintre ei s-au plâns de o lipsă percepută de diferență față de versiunea anterioară și de mai multe bug-uri. Un bug proeminent a fost figura Adei Hegerberg din Ultimate Team, populară datorită rating-ului ei general de 89, care o făcea să fugă de minge, figura devenind inutilizabilă. Hegerberg însăși a primit abuzuri de la jucători până când EA a remediat eroarea. Unii jucători au reacționat negativ la includerea jucătoarelor de sex feminin, în special a ICON-urilor feminine, în Ultimate Team.
De asemenea, jucătorii au răspuns negativ la cutia Elite Season Opener Pack, simțind că EA promovează agresiv opțiunea pay-to-win a Ultimate Team mai mult decât de obicei: pachetul a fost pus la dispoziție într-o perioadă de acces timpuriu căreia jucătorii au plătit deja o sumă pentru a juca, și valora echivalentul a 30 USD (putea fi achiziționat ca o microtranzacție cu monedă reală sau cu monede în joc obținute prin câștigarea meciurilor). Pe lângă momentul și costul, valoarea articolelor din pachet a fost considerată sub normală, ceea ce a înfuriat și mai mult jucătorii. Wakeling, observând controversa, a scris în recenzia sa că „este mai mult decât puțin distopic faptul că [EA] cere în continuare bani în plus de la clienții săi deja plătitori”.

### Vânzări
EA Sports FC 24 a ajuns la 11,3 milioane de jucători în prima săptămână. A fost cel mai vândut joc video pentru copii fizice în Marea Britanie în cele două săptămâni de la lansare.